# Caprimulgus
Caprimulgus är ett stort släkte med fåglar i familjen nattskärror som förekommer i Europa, Afrika, Asien och norra Australien. Tidigare betraktades det som en av fågelvärldens största släkten, men efter omfattande DNA-studier har ett antal arter urskiljts till nya eller förts till andra släkten: nord- och centralamerikanska till Antrostomus, sydamerikanska till Hydropsalis, Nyctipolus och Nyctidromus samt den på Madagaskar förekommande rödnackad nattskärra till Gactornis. Samma studier slog samman Macrodipteryx med Caprimulgus. För mer diskussion kring släktskapen inom familjen, se artikeln nattskärror.
Fortfarande är Caprimulgus ett relativt stort släkte med knappt 40 arter:
- Flaggnattskärra (C. vexillarius) – placerades tidigare i Macrodipteryx
- Vimpelnattskärra (C. longipennis) – placerades tidigare i Macrodipteryx
- Rödhalsad nattskärra (C. ruficollis)
- Orientnattskärra (C. indicus)
- Kinesisk nattskärra (C. jotaka)
- Palaunattskärra (C. phalaena)
- Nattskärra (C. europaeus)
- Busknattskärra (C. fraenatus)
- Rödkindad nattskärra (C. rufigena)
- Ökennattskärra (C. aegyptius)
- Nubisk nattskärra (C. nubicus)
- Sindnattskärra (C. mahrattensis)
- Guldnattskärra (C. eximius)
- Bredstjärtad nattskärra (C. macrurus)
- Timornattskärra (C. ritae) – nyligen beskriven art
- Andamannattskärra (C. andamanicus)
- Floresnattskärra (C. meesi)
- Ghatsnattskärra (C. atripennis)
- Filippinnattskärra (C. manillensis)
- Sulawesinattskärra (C. celebensis)
- Törnnattskärra (C. donaldsoni)
- Visselnattskärra (C. pectoralis)
- Bergnattskärra (C. poliocephalus)

- Indisk nattskärra (C. asiaticus)
- Madagaskarnattskärra (C. madagascariensis)
- Sumpnattskärra (C. natalensis)
- Sahelnattskärra (C. inornatus)
- Stjärnfläckig nattskärra (C. stellatus)
- Nechisarnattskärra (C. solala)
- Savannattskärra (C. affinis)
- Kvitternattskärra (C. griseatus)
- Pricknattskärra (C. tristigma)
- Sundanattskärra (C. concretus)
- Klippnattskärra (C. pulchellus)
- Itombwenattskärra (C. prigoginei)
- Kongonattskärra (C. batesi)
- Långstjärtad nattskärra (C. climacurus)
- Kilstjärtad nattskärra (C. clarus)
- Bantunattskärra (C. fossii)